# デヤン・ゴヴェダリツァ
デヤン・ゴヴェダリツァ（セルビア語: Dejan Govedarica, Дејан Говедарица、1969年10月2日 - ）は、セルビア（旧ユーゴスラビア）・ズレニャニン出身の元セルビア・モンテネグロ代表サッカー選手、サッカー指導者。ポジションはMF。

## 来歴
1994年にユーゴスラビア代表デビュー。1998 FIFAワールドカップ、UEFA EURO 2000にも出場した。2000年までに27試合に出場、2得点をあげた。

## 代表歴

### 出場大会
- ユーゴスラビア代表
  - 1998 FIFAワールドカップ

### 試合数
- 国際Aマッチ 27試合 2得点（1994年-2000年）[1]

| ユーゴスラビア代表 | 国際Aマッチ | 国際Aマッチ |
| 年                 | 出場        | 得点        |
| ------------------ | ----------- | ----------- |
| 1994               | 1           | 0           |
| 1995               | 5           | 0           |
| 1996               | 1           | 1           |
| 1997               | 8           | 0           |
| 1998               | 5           | 0           |
| 1999               | 2           | 0           |
| 2000               | 5           | 1           |
| 通算               | 27          | 2           |